# Деларю-Мардрюс, Люси
Люси Деларю-Мардрюс (англ. Lucie Delarue-Mardrus; 3 ноября 1874, Онфлёр — 26 апреля 1945) — французская журналистка, поэтесса, прозаик, скульптор, историк и дизайнер. Опубликовала за свою жизнь более 70 книг.

## Биография и творчество
Во Франции наиболее известным произведением Деларю-Мардрюс является стихотворение «L’odeur de mon pays était dans une pomme…» (в переводе В. Брюсова «Почуяв аромат страны родной, — зубами//Впилась я в яблоко…»). Её произведения наполнены страстью к путешествиям и любовью к родной Нормандии. Например, в романе L’Ex-voto 1932 года она описывает жизнь рыбаков Онфлёра в начале XX века.
С 1900 по 1915 годы состояла в браке с переводчиком Жозефом-Шаролем Мардрюсом, фамилию которого присоединила к своей девичьей фамилии. Однако первично имела гомосексуальную ориентацию. Известны её связи с несколькими женщинами на протяжении всей жизни, многие произведения Деларю-Мардрюс посвящены лесбийской любви.
В 1902—1903 поэтесса создала серию стихов о любви к американской писательнице и хозяйке салона Натали Клиффорд Барни. Они были опубликованы посмертно в 1957 под заглавием Nos secrètes amours. Барни также стала прототипом персонажа романа 1930 года L’Ange et les Pervers.
Главный герой этого романа — гермафродит по имени Марион, который живёт двойной жизнью, часто посещает литературные салоны в женском платье, а потом меняет юбку на брюки и участвует в гей-вечеринках. Барни предстает в романе как Лоретта Уэллс, хозяйка салона, которая на протяжении большей части сюжета пытается вернуть бывшего любовника. Эти события художественно описывают реальные попытки Натали Барни восстановить отношения с бывшей возлюбленной Рене Вивьен.
В 1936 году Деларю-Мардрюс стала первым лауреатом премии Рене Вивьен.
Один из поклонников так описывал Люси Деларю-Мардрюс:
Она восхитительна. Она лепит, ездит верхом, любит женщину, потом ещё одну и ещё. Ей удалось освободиться от мужа, и она больше ни разу не впуталась в новый брак или покорила другого мужчину.

## Сочинения

### Романы
- Исступлённая (перевод Н. И. Петровской)
- Такая девочка (В. Небиэри)
- Шеридан (перевод Н. И. Петровской)